# Ruessei Srok Khang Lech
Ruessei Srok Khang Lech, tiếng Việt là Ruessei Srok Tây, là một xã của huyện Kampong Trach tỉnh Kampot Vương quốc Campuchia.

## Địa lý
Ruessei Srok Khang Lech là một xã giáp biên giới với Việt Nam, phía nam là phường Mỹ Đức, thành phố Hà Tiên của Việt Nam. Mã hành chính của Ruessei Srok Khang Lech là 07-06-14. Ruessei Srok Khang Lech tiếp giáp xã Ruessei Srok Khang Kaeut (Ruessei Srok Đông) ở phía đông, xã Kampong Trach Khang Kaeut (Kampong Trach Đông) ở phía bắc, và các xã Svay Tong Khang Cheung (Svay Tong Bắc), Svay Tong Khang Tboung (Svay Tong Nam) ở phía tây bắc và tây. Phía tây tây nam của Ruessei Srok Khang Lech là thành phố Kep và bờ vịnh Thái Lan. Ruessei Srok Khang Lech gồm các làng (sóc) sau: Thkov, Lok (tức sóc Lót hay Phnum Lok hoặc Lục Sơn), Kaoh Kruesna, Trapeang Niel, Damnak trabaek (tức sóc Tầm-nặc Tà-bẹt), Kampul Meas. Trên đường biên giữa Ruessei Srok Khang Lech với Mỹ Đức có cặp cửa khẩu quốc tế Xà Xía (Hà Tiên)-Lok, và cột mốc biên giới cuối cùng giữa 2 nước là cột mốc số 314.